# William Lenoir
William Benjamin Lenoir (Miami, 14 maart 1939 – Sandoval County, 26 augustus 2010) was een Amerikaans ruimtevaarder. Lenoir zijn eerste en enige ruimtevlucht was STS-5 met de spaceshuttle Columbia en vond plaats op 11 november 1982. Het doel van de vlucht was de lancering van twee communicatiesatellieten.
Lenoir werd in 1967 geselecteerd door NASA. In 1984 verliet hij NASA en ging hij als astronaut met pensioen.
1. ↑  https://fr.findagrave.com/memorial/57999866/william-benjamin-lenoir; Find a Grave; Find a Grave-identificatiecode voor graf: 57999866.